# Luther Patrick
Luther Patrick, född 23 januari 1894 i Morgan County i Alabama, död 26 mars 1957 i Birmingham i Alabama, var en amerikansk politiker (demokrat). Han var ledamot av USA:s representanthus 1937–1943 och 1945–1947.
Patrick efterträdde 1937 George Huddleston som kongressledamot och efterträddes 1943 av John P. Newsome. Han tillträdde 1945 på nytt som kongresledamot och efterträddes 1947 av Laurie C. Battle.
Patrick ligger begravd på Elmwood Cemetery i Birmingham.